# Primeiro Apocalipse de Tiago
Apocalipse de Tiago redireciona para cá. Para ver o segundo apocalipse, veja Segundo Apocalipse de Tiago.
O Primeiro Apocalipse de Tiago, parte dos Evangelhos apócrifos e também chamado de Revelação de Jacó foi encontrado entre os códices da Biblioteca de Nag Hammadi no Egito em 1945. Uma outra cópia foi descoberta mais recentemente no Códice Tchacos, o mesmo onde foi descoberto o Evangelho de Judas.

## Conteúdo

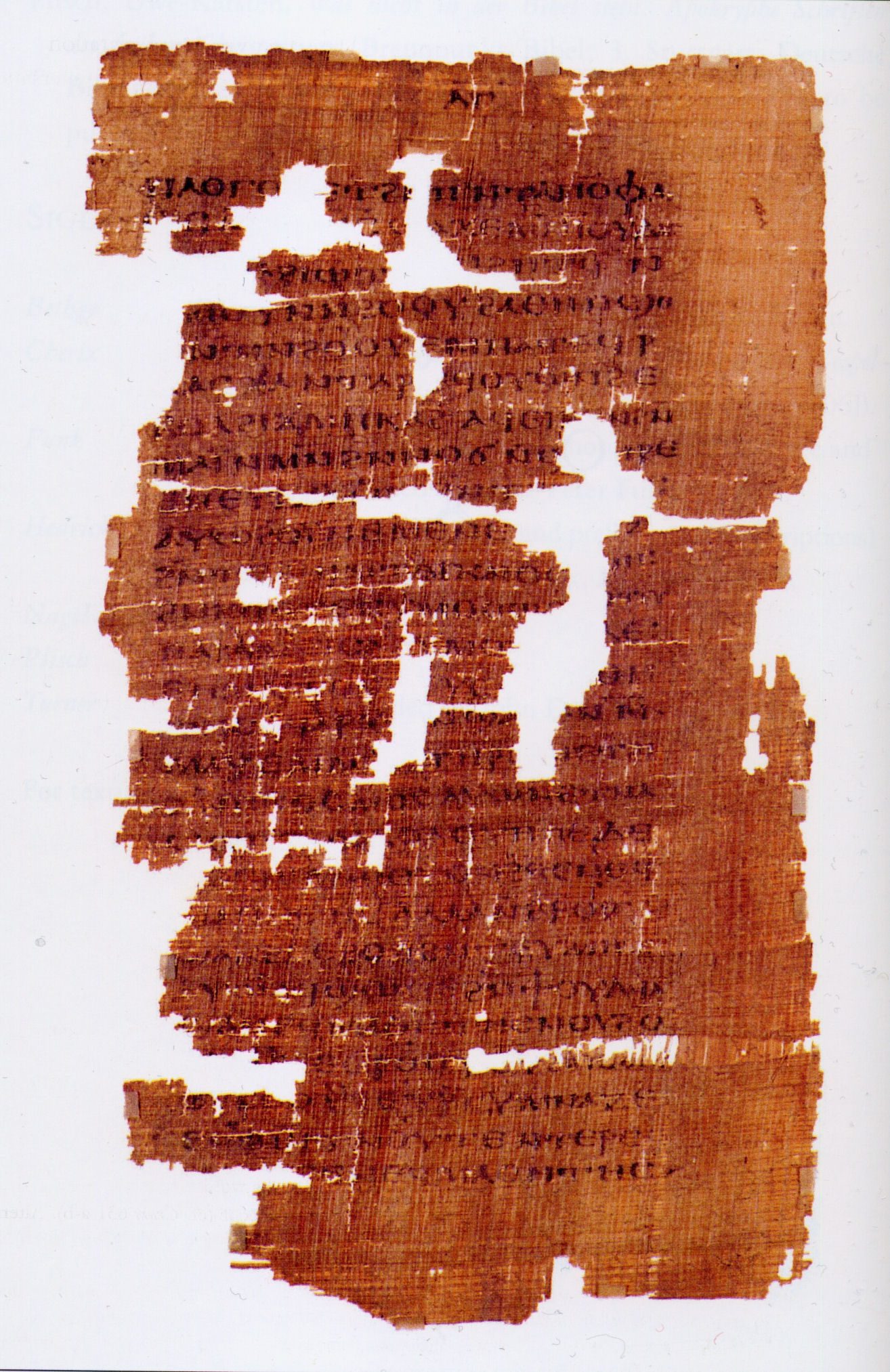
Evangelho de Judas no Códice Tchacos

O formato do texto é primordialmente o de um Diálogo ou Discurso entre Tiago, o Justo (o irmão de Jesus - de acordo com o texto, Tiago não é o irmão biológico e sim um irmão espiritual) e Jesus, com um relato fragmentado sobre o martírio de São Tiago(?) anexado ao final do manuscrito e conectado ao resto por uma referência oblíqua à crucificação. A primeira parte do texto descreve a compreensível preocupação de Tiago em ser crucificado enquanto que a parte final descreve as senhas secretas dadas a Tiago para que ele possa ascender ao mais alto dos céus (dentre setenta e dois) após morrer, sem ser impedido pelos poderes malignos do Demiurgo (Yaldabaoth).
Estudiosos acreditam que alguns dos detalhes sobre o histórico de Tiago apresentados no texto refletem tradições mais antigas. De acordo com o texto:
- Tiago era o líder da Igreja primitiva.
- Tiago era o mais sênior dos Apóstolos.
- Tiago fugiu para Pela quando os Romanos invadiram Jerusalém em 70 dC, o que contradiz o testemunho de Flávio Josefo e Eusébio de Cesareia que relatam Tiago foi executado em Jerusalém em 62 dC.

Uma das características mais curiosas do Primeiro Apocalipse de Tiago é que a data provável do texto original, segundo estudiosos, implica que ele foi escrito após o Segundo Apocalipse de Tiago.